# Veldin Hodža
Veldin Hodža (* 15. Oktober 2002 in Rijeka) ist ein kroatischer Fußballspieler.

## Karriere

### Verein
Hodža begann seine Karriere beim HNK Rijeka. Im Oktober 2020 debütierte er im kroatischen Cup für die Profis von Rijeka, bei einem 6:0-Sieg gegen Amateurklub NK Dilj erzielte er auch ein Tor. Im November 2020 folgte gegen den SSC Neapel sein erstes Spiel in der UEFA Europa League. Im Januar 2021 wurde er an den Zweitligisten HNK Orijent 1919 Rijeka verliehen. In einem Jahr bei Orijent kam er zu 30 Einsätzen in der 2. HNL.
Im Januar 2022 wechselte Hodža zum Erstligisten NK Hrvatski dragovoljac. Sein Debüt in der 1. HNL gab er im selben Monat gegen Lokomotiva Zagreb. Bis Saisonende kam er zu 16 Einsätzen in der höchsten Spielklasse, aus der er mit dem Hauptstadtklub aber abstieg. Zur Saison 2022/23 kehrte er anschließend nach Rijeka zurück. In der Saison 2022/23 kam er zu 33 Erstligaeinsätzen. In der Saison 2023/24 absolvierte er 32 Partien, in denen er fünf Tore erzielte.
Nach weiteren fünf Einsätzen zu Beginn der Saison 2024/25 wechselte Hodža im September 2024 nach Russland zu Rubin Kasan.

### Nationalmannschaft
Hodža spielte aber der U-17 für die kroatische Jugendnationalteams. 2023 nahm er mit der U-21-Auswahl an der EM teil. Beim Turnier kam er zu zwei Einsätzen, für Kroatien war in der Vorrunde Schluss.